# 1844
Il 1844 (MDCCCXLIV in numeri romani) è un anno bisestile del XIX secolo.

## Eventi
- Redatte quattro fondamentali opere filosofiche: Il mondo come volontà e rappresentazione (seconda edizione) di Arthur Schopenhauer, Il concetto dell'angoscia di Søren Kierkegaard, i Discorsi sullo spirito positivo di Auguste Comte e i Manoscritti economico-filosofici del 1844 di Karl Marx.
- 28 operai tessili a Rochdale (cittadina a nord di Manchester), nel Regno Unito, fondano uno spaccio cooperativo, primo esempio di società cooperativa.
- I missionari francesi della Congregazione dello Spirito Santo fondano la missione Santa Maria del Gabon permettendo così ai francesi di insediarsi lungo il suo estuario.
- 15 gennaio – L'Assemblea Generale dell'Indiana (USA) concede lo status di college all'istituto scolastico di Notre Dame, che diventa ufficialmente Università di Notre Dame.
- 24 maggio – Viene inaugurata la prima linea telegrafica fra Washington  e Baltimora e viene inviato il primo messaggio telegrafico in codice Morse: "What hath God wrought". Da questo momento, inizia il cablaggio del continente americano.
- 25 maggio – Viene eretta la Diocesi di Caltanissetta.
- 6 giugno – La Young Men's Christian Association (YMCA) viene fondata a Londra.
- 15 giugno – Charles Goodyear ottiene un brevetto per il suo processo di rafforzamento della gomma.
- 27 giugno – Joseph Smith, fondatore del Mormonismo, viene ucciso a Carthage.
- 25 luglio – Regno delle Due Sicilie: dopo che Ferdinando II aveva concesso a pochi la grazia, nel vallone di Rovito vengono fucilati quattro patrioti mazziniani, tra cui i fratelli Attilio ed Emilio Bandiera.
- 3 novembre – Alluvione a Firenze.
- 6 novembre – Viene firmata a San Cristóbal la costituzione dominicana.
- Viene scoperta la Goshenite.
- Viene abbattuta la chiesa che era attaccata al Palazzo dell'orologio a Pomigliano d'Arco a Napoli: pare che la chiesa fu costruita e non consacrata.
- Friedrich Keller scopre il metodo di fabbricazione della carta attraverso la polpa di legno.

## Nati
Ci sono circa 480 voci su persone nate nel 1844; vedi la pagina Nati nel 1844 per un elenco descrittivo o la categoria Nati nel 1844 per un indice alfabetico.

## Morti

### Gennaio
- 1º gennaio - Gustave-Maximilien-Juste de Croÿ-Solre, cardinale e arcivescovo cattolico francese (n. 1773)
- 1º gennaio - George Harpur Crewe, politico inglese (n. 1795)
- 5 gennaio - Ippolito Cremona, architetto svizzero (n. 1777)
- 6 gennaio - John Edward Taylor, editore e imprenditore inglese (n. 1791)
- 9 gennaio - Jean-Antoine Constantin, pittore francese (n. 1756)
- 10 gennaio - Hudson Lowe, generale britannico (n. 1769)
- 12 gennaio - Marija Vasil'evna Vasil'čikova, nobildonna russa (n. 1779)
- 13 gennaio - George Rawdon-Hastings, II marchese di Hastings, nobile inglese (n. 1808)
- 15 gennaio - Joseph Duncan, politico statunitense (n. 1794)
- 16 gennaio - Giuseppe Alliata di Villafranca, politico e imprenditore italiano (n. 1784)
- 18 gennaio - Filippo Schiassi, presbitero, archeologo e epigrafista italiano (n. 1763)
- 20 gennaio - Giuseppe Maria Gabriele Galateri di Genola, militare italiano (n. 1761)
- 22 gennaio - Luigi Pungileoni, letterato, teologo e storico dell'arte italiano (n. 1762)
- 25 gennaio - Jean-Baptiste Drouet d'Erlon, generale francese (n. 1765)
- 27 gennaio - Cecilia di Svezia, nobile (n. 1807)
- 27 gennaio - William Gadsby, predicatore inglese (n. 1773)
- 27 gennaio - Charles Nodier, scrittore e entomologo francese (n. 1780)
- 28 gennaio - Johannes van den Bosch, militare, politico e nobile olandese (n. 1780)
- 29 gennaio - Ernesto I di Sassonia-Coburgo-Gotha, duca (n. 1784)
- 29 gennaio - Filippo Giudice Caracciolo, cardinale e arcivescovo cattolico italiano (n. 1785)
- 29 gennaio - Luisa Carlotta di Borbone-Due Sicilie, principessa (n. 1804)
- 31 gennaio - Henri Gatien Bertrand, generale francese (n. 1773)
- 31 gennaio - Giovanni Battista Bussi, cardinale e arcivescovo cattolico italiano (n. 1755)

### Febbraio
- 2 febbraio - Toussaint du Breil de Pontbriand, ufficiale e nobile francese (n. 1776)
- 3 febbraio - Pietro Benvenuti, pittore italiano (n. 1769)
- 3 febbraio - Frederick Ponsonby, III conte di Bessborough, nobile inglese (n. 1758)
- 7 febbraio - Luigi Canonica, architetto e urbanista svizzero (n. 1762)
- 11 febbraio - Paolo Gazelli di Rossana, nobile e politico italiano (n. 1782)
- 13 febbraio - Lodovico Biagi, chirurgo italiano (n. 1803)
- 15 febbraio - Henry Addington, I visconte Sidmouth, politico britannico (n. 1757)
- 16 febbraio - Ramón José de Arce, patriarca cattolico spagnolo (n. 1755)
- 17 febbraio - Domingo Nieto, politico peruviano (n. 1803)
- 21 febbraio - Jacques-Edme Dumont, scultore francese (n. 1761)
- 22 febbraio - Luigi Sartori, pianista e compositore italiano (n. 1817)
- 22 febbraio - Giovanni Battista Spotorno, storico e letterato italiano (n. 1788)
- 23 febbraio - Duncan Gregory, matematico britannico (n. 1813)
- 24 febbraio - Antoine André Louis Reynaud, matematico francese (n. 1771)
- 27 febbraio - Paisij Sergeevič Kajsarov, generale russo (n. 1783)
- 28 febbraio - Thomas Walker Gilmer, politico e statistico statunitense (n. 1802)
- 28 febbraio - Francesco Pozzi, scultore italiano (n. 1790)
- 28 febbraio - Abel Parker Upshur, politico statunitense (n. 1790)

### Marzo
- 5 marzo - Antonio Apparuti, artigiano italiano (n. 1797)
- 8 marzo - Jean-Baptiste Jules Bernadotte, generale francese (n. 1763)
- 12 marzo - Carl Bernhard von Trinius, botanico e medico tedesco (n. 1778)
- 14 marzo - Sebastian Pether, pittore britannico (n. 1793)
- 16 marzo - Mauro Bernardini, letterato e religioso italiano (n. 1776)
- 16 marzo - Giovanni Luigi De Boni, architetto italiano (n. 1771)
- 17 marzo - Heinrich Schlüter, astronomo tedesco (n. 1815)
- 18 marzo - Martin Disteli, pittore e vignettista svizzero (n. 1802)
- 18 marzo - Paul Storr, orafo britannico (n. 1770)
- 18 marzo - Johann Peter Theodor von Wacquant-Geozelles, generale, diplomatico e nobile austriaco (n. 1754)
- 20 marzo - Pierre Claude Pajol, generale francese (n. 1772)
- 20 marzo - Peter Buell Porter, politico statunitense (n. 1773)
- 24 marzo - Bertel Thorvaldsen, scultore danese (n. 1770)
- 26 marzo - Agustín Argüelles, politico e diplomatico spagnolo (n. 1776)
- 27 marzo - Dmitrij Vladimirovič Golicyn, principe e generale russo (n. 1771)
- 27 marzo - Giuseppe Micali, archeologo e storico italiano (n. 1768)

### Aprile
- 3 aprile - Lorenzo Martini, medico, fisiologo e pedagogista italiano (n. 1785)
- 6 aprile - Domenico Benedetto Balsamo, arcivescovo cattolico italiano (n. 1759)
- 6 aprile - Francis Johnson, docente e musicista statunitense (n. 1792)
- 6 aprile - Federico Francesco Saverio di Hohenzollern-Hechingen, militare e politico tedesco (n. 1757)
- 9 aprile - Pietro Leonardi, presbitero italiano (n. 1769)
- 13 aprile - Vittorio Fossombroni, matematico, ingegnere e economista italiano (n. 1754)
- 15 aprile - Charles Bulfinch, architetto statunitense (n. 1763)
- 16 aprile - Giovanni Scaramuzza, pittore italiano (n. 1818)
- 19 aprile - John Carne, viaggiatore e scrittore inglese (n. 1789)
- 19 aprile - Bartolomeo Pacca, cardinale italiano (n. 1756)
- 22 aprile - Henri-Montan Berton, compositore e scrittore francese (n. 1767)
- 24 aprile - Ferdinando Albertolli, architetto italiano (n. 1781)
- 25 aprile - Étienne Estève, generale francese (n. 1771)
- 28 aprile - Gaetano Savi, naturalista italiano (n. 1769)

### Maggio
- 2 maggio - William Beckford, scrittore, critico d'arte e politico britannico (n. 1760)
- 3 maggio - Nicolas Chopin, insegnante francese (n. 1771)
- 6 maggio - Jacob Radcliff, politico statunitense (n. 1764)
- 11 maggio - Filippo Civinini, medico e anatomista italiano (n. 1805)
- 19 maggio - Julien Pierre Anne Lalande, politico e ufficiale francese (n. 1787)
- 21 maggio - Giuseppe Baini, compositore e musicologo italiano (n. 1775)
- 26 maggio - Jacques Laffitte, politico e banchiere francese (n. 1767)
- 30 maggio - Benedetto Frizzi, medico e letterato italiano (n. 1757)

### Giugno
- 2 giugno - Adolphe Marbot, generale francese (n. 1781)
- 9 giugno - Gabriel Moore, politico statunitense (n. 1785)
- 10 giugno - Giovanni Battista Quilici, presbitero italiano (n. 1791)
- 13 giugno - Ida Botti Scifoni, pittrice italiana (n. 1812)
- 13 giugno - Thomas Charles Hope, chimico e medico scozzese (n. 1766)
- 13 giugno - Ithiel Town, architetto statunitense (n. 1784)
- 15 giugno - Thomas Campbell, poeta e drammaturgo scozzese (n. 1777)
- 19 giugno - Étienne Geoffroy Saint-Hilaire, zoologo francese (n. 1772)
- 24 giugno - Pietro Configliachi, fisico e religioso italiano (n. 1777)
- 27 giugno - Joseph Smith, predicatore e religioso statunitense (n. 1805)
- 30 giugno - Giovanni Battista Bellè, vescovo cattolico italiano (n. 1776)

### Luglio
- 2 luglio - Alamanno Agostini Venerosi della Seta, politico e patriota italiano (n. 1797)
- 3 luglio - François Bonneville, pittore, designer e incisore francese (n. 1755)
- 4 luglio - Francesco Mondini, medico e anatomista italiano (n. 1786)
- 6 luglio - Domenico Sacchinelli, abate italiano (n. 1766)
- 11 luglio - Evgenij Abramovič Baratynskij, poeta russo (n. 1800)
- 12 luglio - Charles de Forbin-Janson, vescovo cattolico francese (n. 1785)
- 15 luglio - Claude Fauriel, storico, linguista e critico letterario francese (n. 1772)
- 16 luglio - Jean-Baptiste Lepère, architetto francese (n. 1761)
- 20 luglio - Karl Jakob Theodor Leybold, pittore austriaco (n. 1786)
- 21 luglio - Anacarsi Nardi, patriota italiano (n. 1800)
- 24 luglio - Mosè Borsani, violinista e direttore d'orchestra italiano (n. 1770)
- 25 luglio - Fratelli Bandiera, patriota italiano (n. 1810)
- 25 luglio - Domenico Lupatelli, patriota italiano (n. 1803)
- 25 luglio - Domenico Moro, patriota italiano (n. 1822)
- 25 luglio - Nicola Ricciotti, patriota italiano (n. 1797)
- 25 luglio - Giovanni Venerucci, patriota italiano (n. 1811)
- 26 luglio - Adolf Friedrich Karl Streckfuss, poeta e traduttore tedesco (n. 1778)
- 27 luglio - John Dalton, chimico, fisico e meteorologo inglese (n. 1766)
- 27 luglio - René-Charles Guilbert de Pixerécourt, drammaturgo, direttore teatrale e traduttore francese (n. 1773)
- 28 luglio - Giuseppe Bonaparte, re (n. 1768)
- 29 luglio - Franz Xaver Wolfgang Mozart, compositore, pianista e direttore d'orchestra austriaco (n. 1791)

### Agosto
- 10 agosto - Aleksandra Nikolaevna Romanova, nobile russa (n. 1825)
- 14 agosto - Henry Francis Cary, letterato e traduttore inglese (n. 1772)
- 14 agosto - Carl Friedrich Kielmeyer, biologo e naturalista tedesco (n. 1765)
- 21 agosto - Georg Friedrich Benecke, filologo tedesco (n. 1762)
- 23 agosto - René de Chazet, drammaturgo, poeta e saggista francese (n. 1774)
- 24 agosto - Giuseppe Bernardino Bison, pittore italiano (n. 1762)
- 24 agosto - John Keane, I barone Keane, generale e nobile britannico (n. 1781)
- 27 agosto - Leopold von Lützow, generale prussiano (n. 1786)
- 30 agosto - Francis Baily, astronomo britannico (n. 1774)

### Settembre
- 2 settembre - Vincenzo Camuccini, pittore e restauratore italiano (n. 1771)
- 3 settembre - Adam Bittner, astronomo, matematico e filosofo ceco (n. 1777)
- 9 settembre - Silvestro Belli, cardinale e vescovo cattolico italiano (n. 1781)
- 16 settembre - Heinrich Christoph Wilhelm Sigwart, filosofo e logico tedesco (n. 1789)
- 28 settembre - George FitzRoy, IV duca di Grafton, nobile e politico britannico (n. 1760)
- 28 settembre - Pëtr Aleksandrovič Tolstoj, generale russo (n. 1769)

### Ottobre
- 5 ottobre - Alexander von Benckendorff, generale russo (n. 1781)
- 5 ottobre - George Chichester, II marchese di Donegall, nobile e politico irlandese (n. 1769)
- 22 ottobre - Friedrich Johann Lorenz Meyer, avvocato tedesco (n. 1760)
- 27 ottobre - Gennaro Galbiati, medico e chirurgo italiano (n. 1776)
- 27 ottobre - Giuseppe Maria Roberti di Castelvero, politico e militare italiano (n. 1775)

### Novembre
- 6 novembre - Giuseppe Francesco Médail, imprenditore e mercante italiano (n. 1784)
- 9 novembre - Marie Harel, inventrice francese (n. 1761)
- 12 novembre - Girolamo Manieri, vescovo cattolico italiano (n. 1757)
- 13 novembre - Ernestine von Fricken, pianista boema (n. 1816)
- 14 novembre - John Abercrombie, medico scozzese (n. 1781)
- 14 novembre - Flora Tristan, scrittrice francese (n. 1803)
- 18 novembre - José Rondeau, militare e politico argentino (n. 1775)
- 21 novembre - Ivan Andreevič Krylov, scrittore e commediografo russo (n. 1768)
- 23 novembre - Thomas James Henderson, astronomo scozzese (n. 1798)
- 25 novembre - Claudio Monti, scultore italiano
- 26 novembre - Gustaf Johan Billberg, botanico, zoologo e anatomista svedese (n. 1772)
- 28 novembre - Bartolomeo Signoroni, chirurgo italiano (n. 1797)
- 29 novembre - Robert Otway-Cave, politico britannico (n. 1796)

### Dicembre
- 2 dicembre - Eustachy Erazm Sanguszko, generale e storico polacco (n. 1768)
- 2 dicembre - Edward Solly, mercante, collezionista d'arte e patriota britannico (n. 1776)
- 3 dicembre - Daniel Parker, predicatore e politico statunitense (n. 1781)
- 4 dicembre - Aleksandr Nikolaevič Golicyn, politico e mistico russo (n. 1773)
- 5 dicembre - Antonio Riccardi, presbitero, saggista e educatore italiano (n. 1778)
- 6 dicembre - Nikita Grigor'evič Volkonskij, nobile e militare russo (n. 1781)
- 8 dicembre - Carlo Emanuele Alfieri di Sostegno, militare e diplomatico italiano (n. 1764)
- 9 dicembre - Giovanni Jatta, magistrato e archeologo italiano (n. 1767)
- 9 dicembre - Giuseppe Sercognani, patriota italiano (n. 1781)
- 10 dicembre - Anna Pepoli Sampieri, scrittrice e letterata italiana (n. 1783)
- 11 dicembre - Jean-François-Théodore Gechter, scultore francese (n. 1795)
- 14 dicembre - Antonio Meneghelli, storico, critico letterario e traduttore italiano (n. 1765)
- 14 dicembre - Melchor Múzquiz, generale e politico messicano (n. 1790)
- 24 dicembre - Christian Joseph Berres, anatomista austriaco (n. 1796)
- 25 dicembre - Antonio Papadopoli, letterato e mecenate italiano (n. 1802)
- 28 dicembre - Atanasio V di Gerusalemme, arcivescovo ortodosso greco (n. 1754)
- 28 dicembre - Johann Christian Mikan, entomologo, botanico e zoologo austriaco (n. 1769)
- 28 dicembre - Olegario de los Cuetos, militare e politico spagnolo (n. 1795)
- 30 dicembre - Ekaterina Aleksandrovna Stroganova, nobildonna russa (n. 1769)

### Senza giorno specificato
- Jacob Adlerbeth, storico e filologo svedese (n. 1785)
- Paolo Anfossi, patriota italiano (n. 1802)
- Antonio Basile, architetto italiano (n. 1795)
- Francis Burdett, politico britannico (n. 1770)
- Ching Shih, pirata cinese (n. 1775)
- Datu Patinggi Ali, principe indonesiano
- Paolo De Albertis, pittore italiano (n. 1770)
- Gian Battista Speri, restauratore e pittore italiano (n. 1787)
- Basil Hall, esploratore scozzese (n. 1788)
- Jernej Kopitar, filologo sloveno (n. 1780)
- Henry Moore, religioso irlandese (n. 1751)
- Adolphe-Simon Neboux, naturalista e ornitologo francese (n. 1806)
- Charles Nolcini, compositore e organista italiano (n. 1802)
- Tranquillo Orsi, architetto, pittore e scenografo italiano (n. 1791)
- Manuel Quimper, militare, esploratore e cartografo peruviano
- Joseph Strutt, politico e filantropo inglese (n. 1765)
- Tomás de Suria, artista e esploratore spagnolo (n. 1761)
- Gustav Hugo, giurista tedesco (n. 1764)

## Calendario
| Calendario 1844 | Calendario 1844 | Calendario 1844 | Calendario 1844 | Calendario 1844 | Calendario 1844 | Calendario 1844 | Calendario 1844 | Calendario 1844 | Calendario 1844 | Calendario 1844 | Calendario 1844 | Calendario 1844 | Calendario 1844 | Calendario 1844 | Calendario 1844 | Calendario 1844 | Calendario 1844 | Calendario 1844 | Calendario 1844 | Calendario 1844 | Calendario 1844 | Calendario 1844 | Calendario 1844 | Calendario 1844 | Calendario 1844 | Calendario 1844 | Calendario 1844 | Calendario 1844 | Calendario 1844 | Calendario 1844 | Calendario 1844 | Calendario 1844 |
| --------------- | --------------- | --------------- | --------------- | --------------- | --------------- | --------------- | --------------- | --------------- | --------------- | --------------- | --------------- | --------------- | --------------- | --------------- | --------------- | --------------- | --------------- | --------------- | --------------- | --------------- | --------------- | --------------- | --------------- | --------------- | --------------- | --------------- | --------------- | --------------- | --------------- | --------------- | --------------- | --------------- |
|                 | 1               | 2               | 3               | 4               | 5               | 6               | 7               | 8               | 9               | 10              | 11              | 12              | 13              | 14              | 15              | 16              | 17              | 18              | 19              | 20              | 21              | 22              | 23              | 24              | 25              | 26              | 27              | 28              | 29              | 30              | 31              |                 |
| Gennaio         | Lu              | Ma              | Me              | Gi              | Ve              | Sa              | Do              | Lu              | Ma              | Me              | Gi              | Ve              | Sa              | Do              | Lu              | Ma              | Me              | Gi              | Ve              | Sa              | Do              | Lu              | Ma              | Me              | Gi              | Ve              | Sa              | Do              | Lu              | Ma              | Me              |                 |
| Febbraio        | Gi              | Ve              | Sa              | Do              | Lu              | Ma              | Me              | Gi              | Ve              | Sa              | Do              | Lu              | Ma              | Me              | Gi              | Ve              | Sa              | Do              | Lu              | Ma              | Me              | Gi              | Ve              | Sa              | Do              | Lu              | Ma              | Me              | Gi              |                 |                 |                 |
| Marzo           | Ve              | Sa              | Do              | Lu              | Ma              | Me              | Gi              | Ve              | Sa              | Do              | Lu              | Ma              | Me              | Gi              | Ve              | Sa              | Do              | Lu              | Ma              | Me              | Gi              | Ve              | Sa              | Do              | Lu              | Ma              | Me              | Gi              | Ve              | Sa              | Do              |                 |
| Aprile          | Lu              | Ma              | Me              | Gi              | Ve              | Sa              | Do              | Lu              | Ma              | Me              | Gi              | Ve              | Sa              | Do              | Lu              | Ma              | Me              | Gi              | Ve              | Sa              | Do              | Lu              | Ma              | Me              | Gi              | Ve              | Sa              | Do              | Lu              | Ma              |                 |                 |
| Maggio          | Me              | Gi              | Ve              | Sa              | Do              | Lu              | Ma              | Me              | Gi              | Ve              | Sa              | Do              | Lu              | Ma              | Me              | Gi              | Ve              | Sa              | Do              | Lu              | Ma              | Me              | Gi              | Ve              | Sa              | Do              | Lu              | Ma              | Me              | Gi              | Ve              |                 |
| Giugno          | Sa              | Do              | Lu              | Ma              | Me              | Gi              | Ve              | Sa              | Do              | Lu              | Ma              | Me              | Gi              | Ve              | Sa              | Do              | Lu              | Ma              | Me              | Gi              | Ve              | Sa              | Do              | Lu              | Ma              | Me              | Gi              | Ve              | Sa              | Do              |                 |                 |
| Luglio          | Lu              | Ma              | Me              | Gi              | Ve              | Sa              | Do              | Lu              | Ma              | Me              | Gi              | Ve              | Sa              | Do              | Lu              | Ma              | Me              | Gi              | Ve              | Sa              | Do              | Lu              | Ma              | Me              | Gi              | Ve              | Sa              | Do              | Lu              | Ma              | Me              |                 |
| Agosto          | Gi              | Ve              | Sa              | Do              | Lu              | Ma              | Me              | Gi              | Ve              | Sa              | Do              | Lu              | Ma              | Me              | Gi              | Ve              | Sa              | Do              | Lu              | Ma              | Me              | Gi              | Ve              | Sa              | Do              | Lu              | Ma              | Me              | Gi              | Ve              | Sa              |                 |
| Settembre       | Do              | Lu              | Ma              | Me              | Gi              | Ve              | Sa              | Do              | Lu              | Ma              | Me              | Gi              | Ve              | Sa              | Do              | Lu              | Ma              | Me              | Gi              | Ve              | Sa              | Do              | Lu              | Ma              | Me              | Gi              | Ve              | Sa              | Do              | Lu              |                 |                 |
| Ottobre         | Ma              | Me              | Gi              | Ve              | Sa              | Do              | Lu              | Ma              | Me              | Gi              | Ve              | Sa              | Do              | Lu              | Ma              | Me              | Gi              | Ve              | Sa              | Do              | Lu              | Ma              | Me              | Gi              | Ve              | Sa              | Do              | Lu              | Ma              | Me              | Gi              |                 |
| Novembre        | Ve              | Sa              | Do              | Lu              | Ma              | Me              | Gi              | Ve              | Sa              | Do              | Lu              | Ma              | Me              | Gi              | Ve              | Sa              | Do              | Lu              | Ma              | Me              | Gi              | Ve              | Sa              | Do              | Lu              | Ma              | Me              | Gi              | Ve              | Sa              |                 |                 |
| Dicembre        | Do              | Lu              | Ma              | Me              | Gi              | Ve              | Sa              | Do              | Lu              | Ma              | Me              | Gi              | Ve              | Sa              | Do              | Lu              | Ma              | Me              | Gi              | Ve              | Sa              | Do              | Lu              | Ma              | Me              | Gi              | Ve              | Sa              | Do              | Lu              | Ma              |                 |